# Bolás
Bolás est un village de la province de Huesca, situé à environ cinq kilomètres au nord-ouest de la ville de Sabiñánigo, à 1 340 mètres d'altitude, dans le Val d'Acumuer. Il est actuellement inhabité.